# Questo piccolo grande amore/Caro padrone
Questo piccolo grande amore/Caro padrone è il quinto singolo a 45 giri di Claudio Baglioni, pubblicato in Italia dall'RCA Italiana nel settembre del 1972.

## Il disco
Diffuso in pochissime copie, verrà ritirato dal mercato dopo poche settimane e sostituito da Questo piccolo grande amore/Porta Portese; dato il successo che avrebbe poi avuto l'LP Questo piccolo grande amore, il singolo con "Caro padrone" rimarrà uno dei dischi meno stampati di Baglioni, sostituito dalla versione più conosciuta. La canzone presente sul retro, "Caro padrone", non verrà inserita in nessun album.
Mentre "Questo piccolo grande amore" è arrangiata da Tony Mimms, gli arrangiamenti di "Caro padrone" sono curati da Vince Tempera.
La copertina del disco, differente da quello successivo, raffigura una conchiglia tenuta dentro una mano. Ne esiste anche una versione con label bianca e la scritta "campione non commerciabile" distribuita ai giornalisti e alle radio. La particolarità è che la RCA, dopo aver distribuito la versione con label blu (matrica BKAS 26807) stampò svariate copie non commerciabili (BKAS 26808) nella speranza di lanciare il personaggio.
Del disco esiste anche una rarissima versione fatta stampare dalla RCA per il mercato canadese, con label arancione e copertina senza numero di codice.

## Tracce
Testi e musiche di Claudio Baglioni, Antonio Coggio.
1. Questo piccolo grande amore – 5:36
2. Caro padrone – 4:06

Durata totale: 9:42

## Brani
Questo piccolo grande amore

"Questo piccolo grande amore" è presente nella stessa versione inserita nel 45 giri successivo, differente da quella sull'album per delle piccole modifiche nel testo («la paura e la voglia di essere nudi» diventa «la paura e la voglia di essere soli», mentre «mani sempre più ansiose di cose proibite» è modificato in «mani sempre più ansiose, le scarpe bagnate»).
Caro padrone
"Caro padrone" deriva musicalmente da una canzone "Kalambala", incisa da Baglioni ma mai pubblicata ufficialmente (seppur molto diffusa attraverso i bootleg); la stessa musica verrà riutilizzata l'anno successivo per "Miramare", canzone contenuta in Gira che ti rigira amore bello. Il testo della canzone già dal titolo rievoca le lotte di classe, piuttosto diffuse in quegli anni: il messaggio si rivolge alla classe imprenditoriale, pur senza affondare troppo la lama della rivendicazione salariale e del rispetto dei diritti. La casa discografica ritenne Baglioni non tagliato per canzoni del filone impegnato, ragione per la quale questo brano sparirà dal suo repertorio insieme a questa edizione del singolo.

## Edizioni promozionali e straniere
Come da prassi, la RCA Italiana stampò anche una quantità di esemplari promozionali del disco, caratterizzate da identica copertina e dalla label bianca con la scritta "non commerciabile". In un tentativo di saggiare anche il mercato estero, la stessa RCA stampò una manciata di copie - oramai irreperibili - del 45 giri con identico numero di catalogo (PM 3672) ma con label gialla e - successivamente al successo dell'LP -  ristampata in arancione, ed etichetta RCA Victor. Caratteristica di queste edizioni straniere consisteva nell'evidente operazione di modifica artigianale della copertina italiana, laddove la dicitura "Italiana Stereo PM3672" era cancellata in fase di stampa con un inchiostro del colore simile al fondo. Nel 1973 Claudio Baglioni incide la versione spagnola intitolata Pequeño gran amor (testo di Garcia Lecha) per il mercato spagnolo ed argentino (RCA Victor, 3-10857), inserita nell'album del 1975 Sábado por la tarde (RCA Victor, SPL1 9328), pubblicato a Panama e in Spagna.